# Dystasia tonkinea
Dystasia tonkinea es una especie de escarabajo longicornio del género Dystasia, familia Cerambycidae. Fue descrita científicamente por Pic en 1930.
Habita en Vietnam. Los machos y las hembras miden aproximadamente 12 mm.